# Place du Marché-aux-Cochons-de-Lait
Pour les articles homonymes, voir Place du Marché-aux-Cochons et Place du Marché.
La place du Marché-aux-Cochons-de-Lait (en alsacien : Ferikelmärik) est une place de Strasbourg rattachée administrativement au quartier Centre. Proche de la cathédrale, elle va de la place de la Grande-Boucherie à la  rue du Maroquin. Elle fait partie, depuis 1973,  du premier secteur piétonnier de la ville et figure en bonne place dans l'imaginaire touristique d'Europe occidentale.

## Toponymie

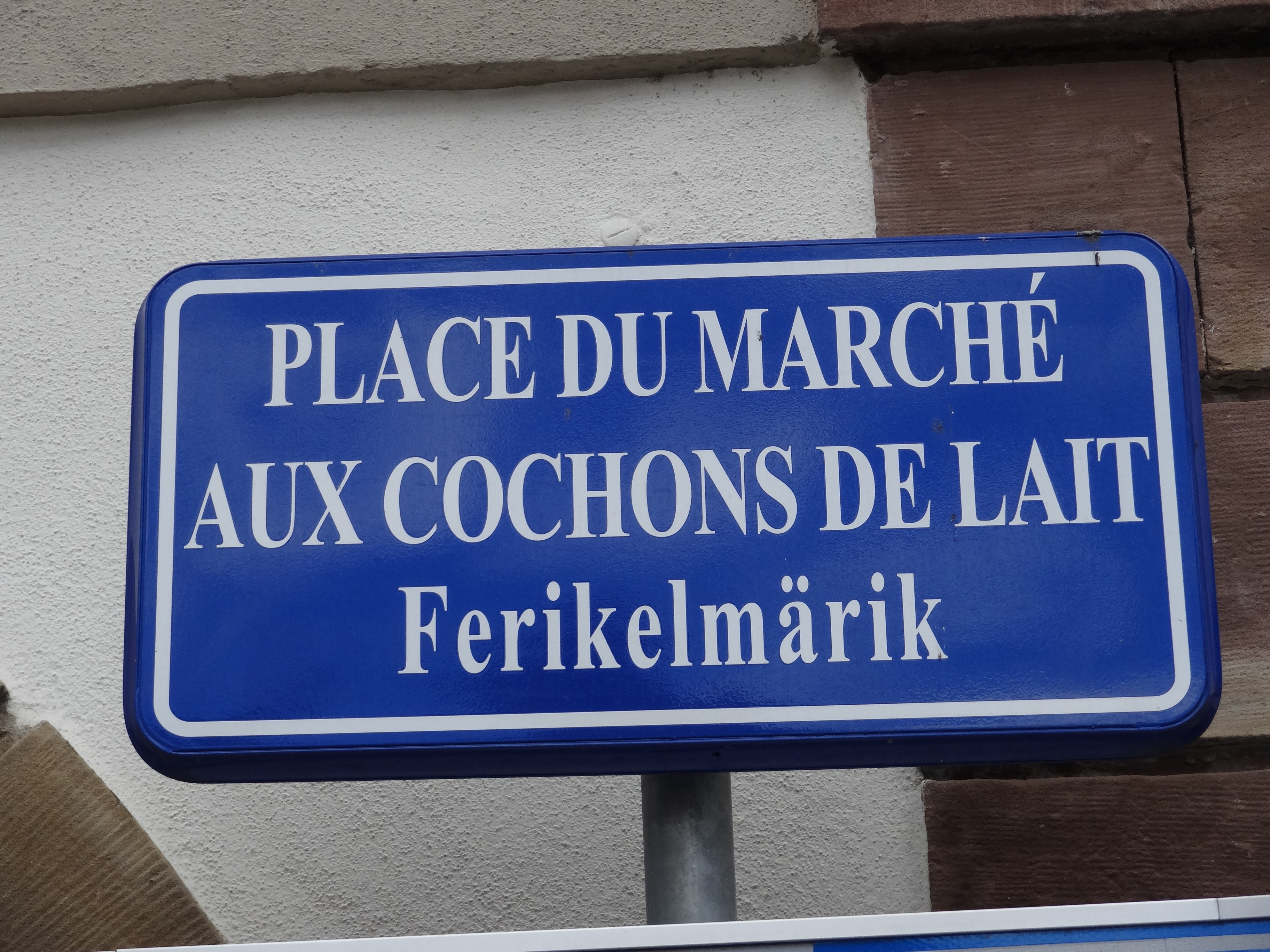
Plaque bilingue, en français et en alsacien.

Au fil des siècles, la voie porte successivement différents noms, en allemand ou en français : Holzmerket (1240), Under den Holzlüten (1328), Holzstaden (1600), Krautmarkt (1672), Pfährelmarkt (1732), Alter Krautmarkt (1735), Färelmarkt (1740), Pfahlmarkt (1747), Marché aux Choux (1771), Marché au Cochon de Lait (1792), place de la Vertu (1794), Ferkelmarkt (XIXe siècle, 1940), Marché-aux-Porcs (1817), place du Marché-aux-Cochons-de-Lait (1858, 1918), Neuer Fischmarkt (1872, 1940) et, à nouveau, place du Marché-aux-Cochons-de-Lait en 1945.
Les premières appellations font référence au marché (ou quai) au bois, qui occupait un vaste espace en lien avec l'essor des activités portuaires au Moyen-Âge. Progressivement des espaces plus réduits, aux activités spécifiques, apparaissent : la place du Marché-aux-Cochons-de-Lait constitue un exemple de cette diversification.
Des plaques de rues bilingues, à la fois en français et en alsacien, sont mises en place par la municipalité à partir de 1995. C'est le cas du Ferikelmärik.

## Bâtiments remarquables
- no 1 : Même s'il le juge « moins beau » que la maison Kammerzell, l'historien de l'art Roland Recht rattache encore cet immeuble à colombages à «  “l'âge d'or” de l'architecture à pans de bois sculptés qui fleurit durant la seconde moitié du XVIe siècle[1] ».

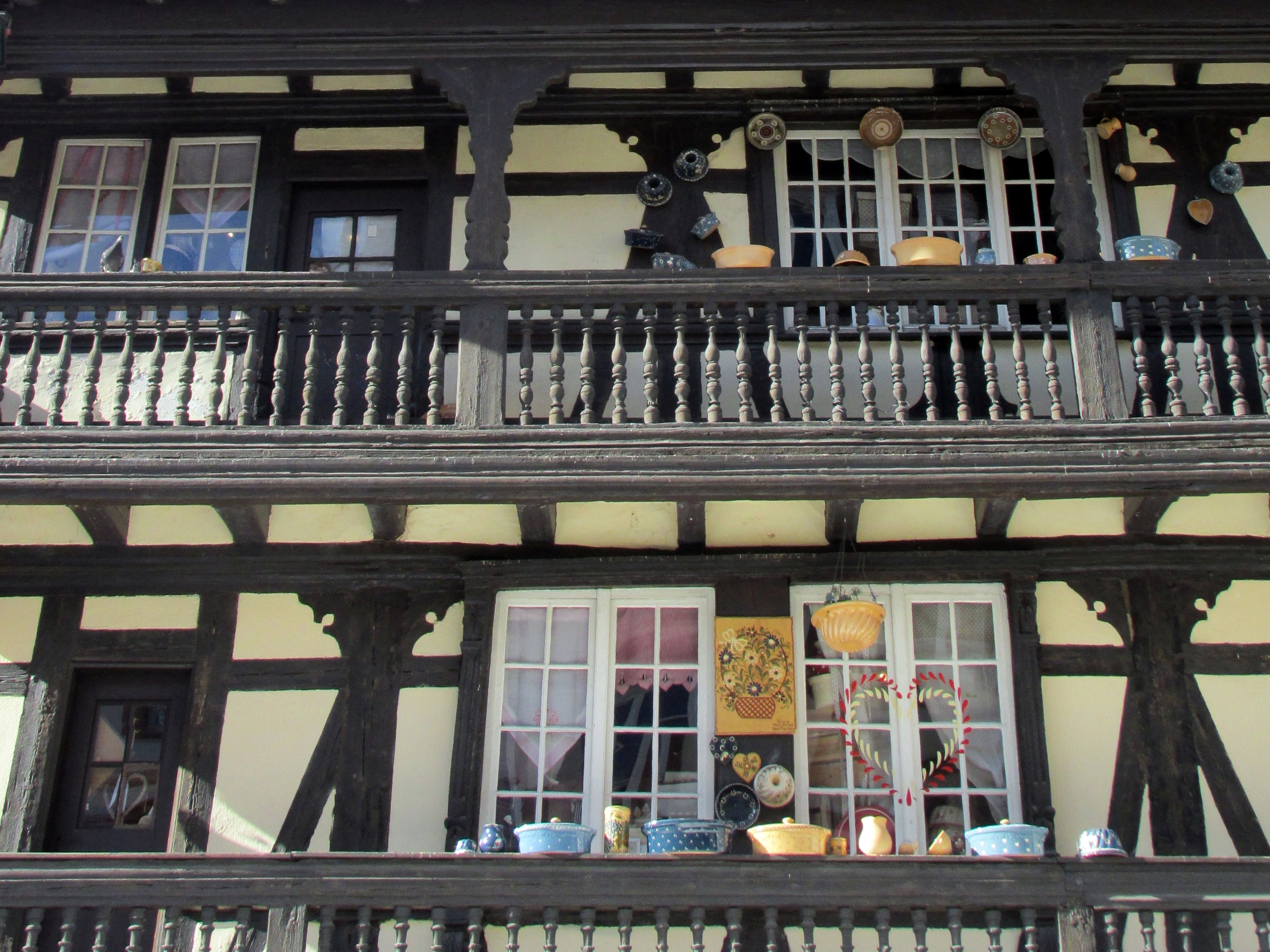
Galeries extérieures à balustrades.

Plusieurs dates gravées permettent de mieux cerner l'histoire de cette maison d'artisan. Ainsi le rez-de-chaussée porte la date 1477 sur la console d'angle. Il est remanié en 1606, comme l'atteste la date de la porte. Les étages à pans de bois, érigés pour un savetier aux initiales « HWE », datent de 1612. Les fenêtres à chambranles sculptés sont caractéristiques de la Renaissance alsacienne, en revanche les coursières extérieures à balustrades ne se rencontrent que rarement côté rue à Strasbourg. Le pignon est surmonté par une girouette en forme de soulier à la poulaine, qui ferait écho à un épisode célèbre de la visite de l'empereur Sigismond à Strasbourg en 1414. La façade et les toitures font l'objet d'une inscription au titre des monuments historiques depuis 1929.
- no 5 : La maison Zu dem von Ortenberg est reconstruite une première fois au XVIIe siècle. Elle possède alors deux étages à pans de bois sculptés et des galeries de bois travaillées, comme en témoigne une ancienne gravure. Lorsqu'elle est restaurée à nouveau vers 1800, le réseau des colombages, plus simple, est masqué par un crépi qui perdure jusqu'en 1973[5],[1].

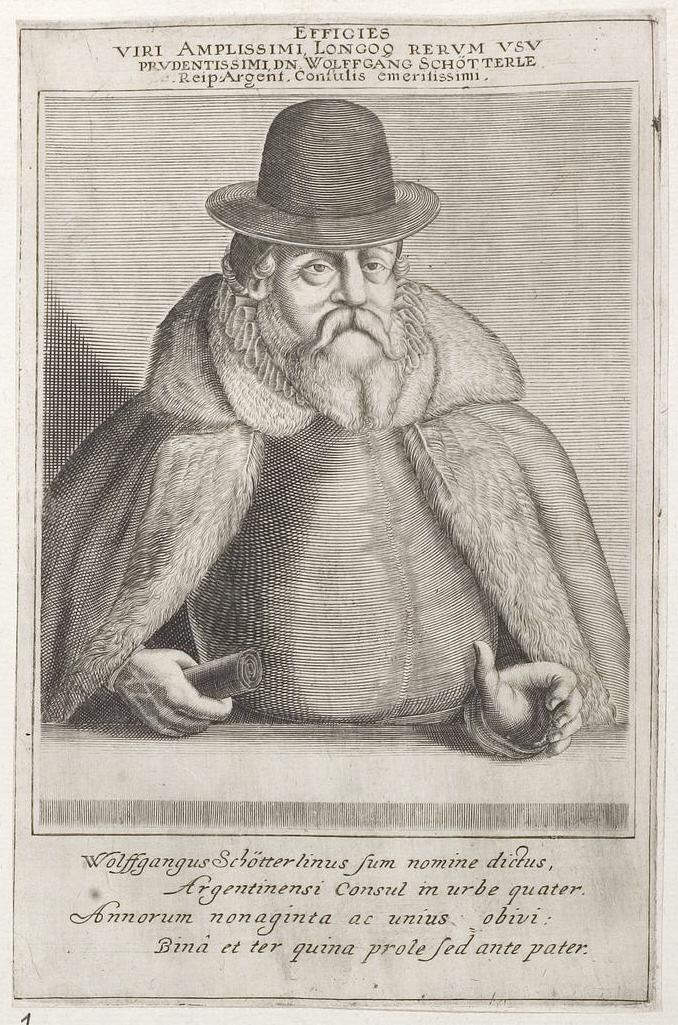
Wolfgang Schütterlin.

- no 7 : L'édifice qui se trouvait sur cet emplacement abrite jusqu'en 1446 le poêle de la Corporation des Charpentiers, qui est alors transféré au no 16 de l'actuelle rue des Charpentiers. Le bâtiment est détruit lors du bombardement de 1944 et reconstruit après la guerre[8].
- no 8 :  Cet immeuble classé porte les dates de 1562 et 1602. Sur les arcades du rez-de-chaussée, restituées après 1945, s'appuie, en encorbellement, une façade de trois étages, en colombages. Les fenêtres ont des chambranles faits de colonnettes sculptées s'appuyant sur des consoles à volute[1]. La façade et les toitures ayant fait l'objet d'un classement au titre des monuments historiques en 1931[9], l'édifice est restauré à l'identique en 1960[5].
- no 10 : La maison d'origine est habitée par le marchand de bois Wolgang Schütterlin (1521-1612), qui fut ammeister à quatre reprises[1]. En 1762 elle est reconstruite pour le marchand de toiles et de liqueurs Joseph Philibert Perrot, venu du pays de Gex[5]. C'est une maison d'angle de quatre niveaux, à trois et six travées de fenêtres[10], caractéristique du rococo strasbourgeois (1745-1770[1]). Deux mascarons ornent la façade dans sa travée centrale, celui de Flore, les cheveux ornés de fleurs, au premier étage, et celui d'un Mercure à casque ailé, au deuxième[10].
- no 11 : Formant l'angle avec le no 1 de l'impasse de la Grande-Boucherie, cette adresse désigne en réalité deux immeubles du XVIIIe siècle, l'un s'avançant jusqu'au bord de l'Ill, l'autre donnant sur la place, probablement antérieur d'une quinzaine d'années[1].
- no 14 : Formant l'autre angle avec l'impasse de la Grande-Boucherie, l'édifice abrite l'une des winstubs les plus connues de Strasbourg, tant par sa cuisine traditionnelle que par ses vitraux, le Pfifferbriader (ou Pfiff pour les habitués). En alsacien, comme dans les patois allemands de Suisse, Pfiffer signifie « fifre », « joueur de fifre[11] », tandis que Briader est une variante haut-rhinoise de Brüder (« frères[12] »), car l'établissement était tenu à l'origine par une famille de vignerons du sud de l'Alsace, les Sipp. En 1995, le médecin et humoriste strasbourgeois Claude Fuchs[13] décrit, non sans ironie, « son étrange architecture à deux niveaux de nef étroite à la proue surplombant l'Ill », autrefois Stammtisch de son père, devenu « touristiquement korrekt[14]».

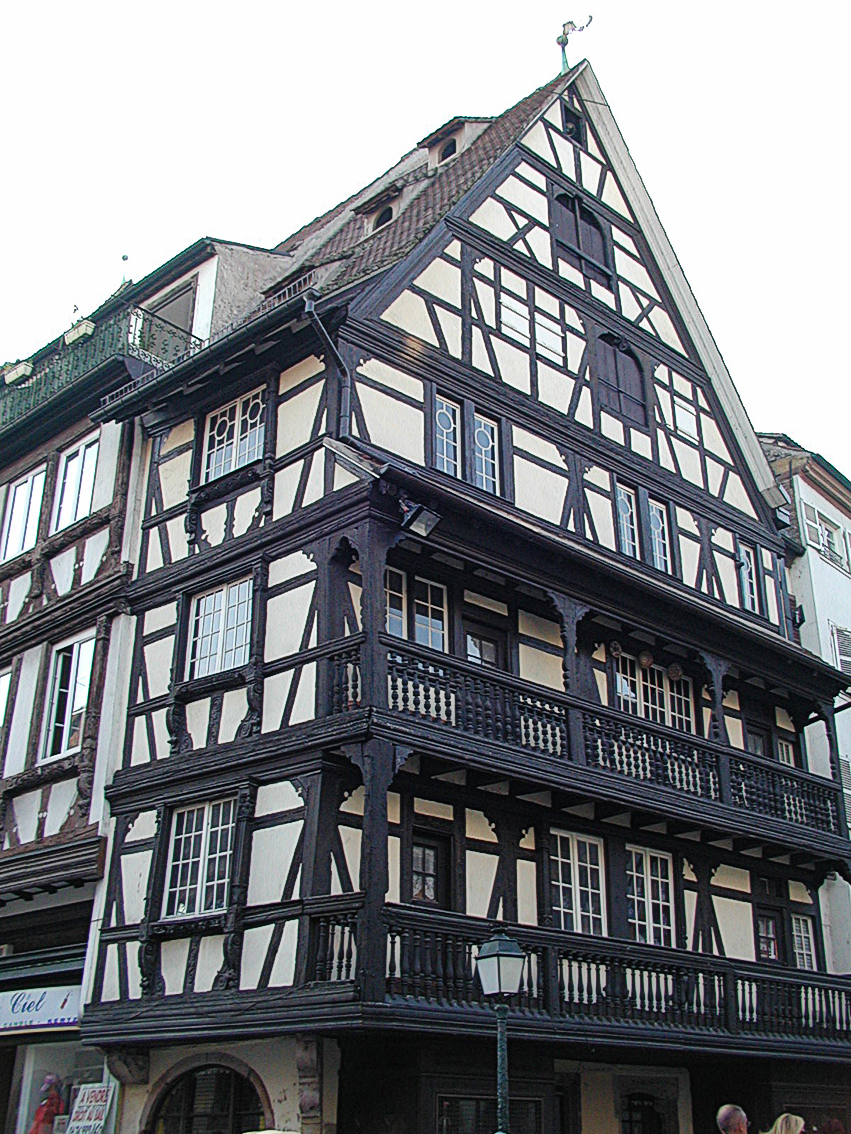
no 1.
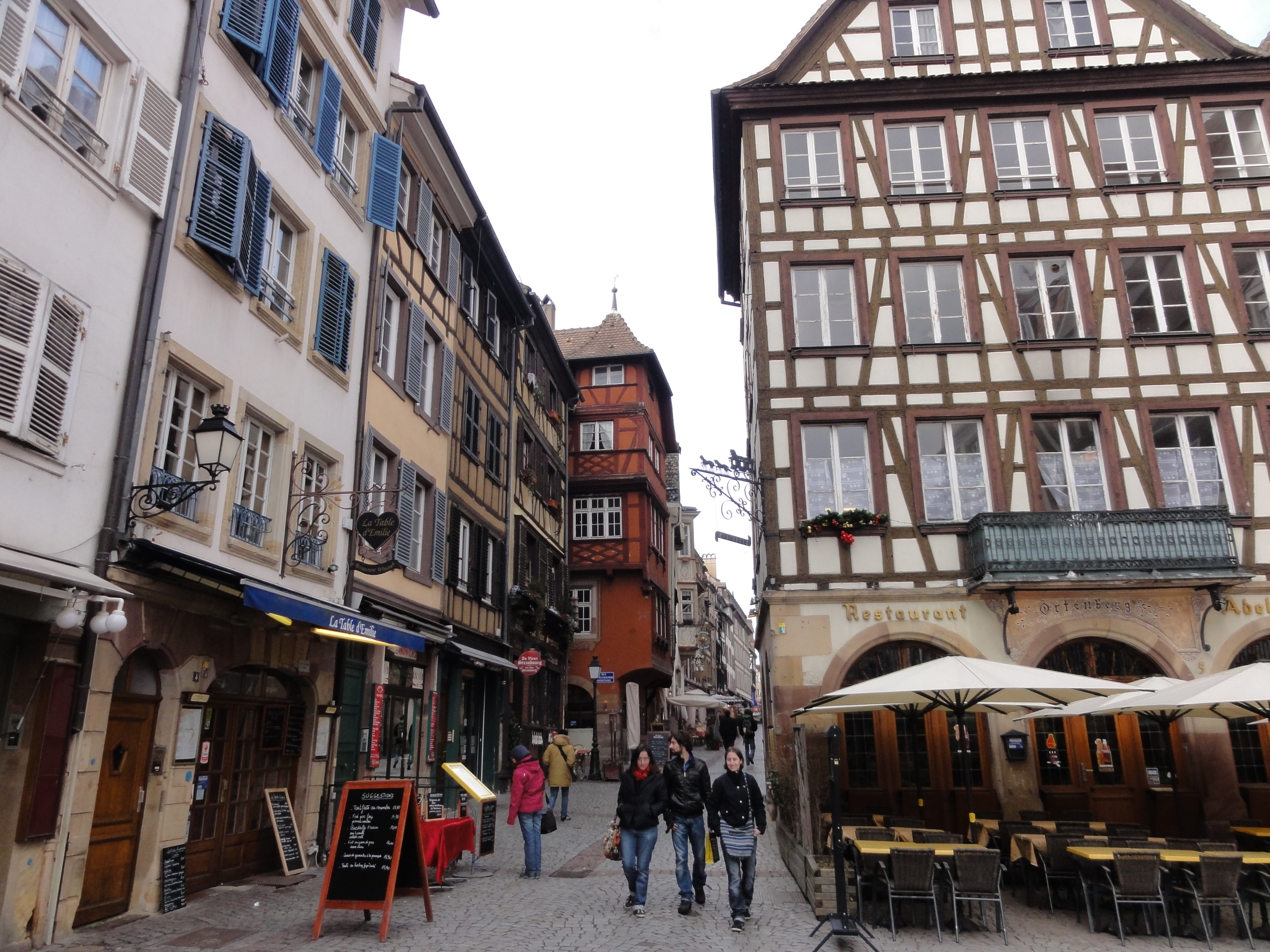
Le no 5 à l'angle de la rue du Maroquin.
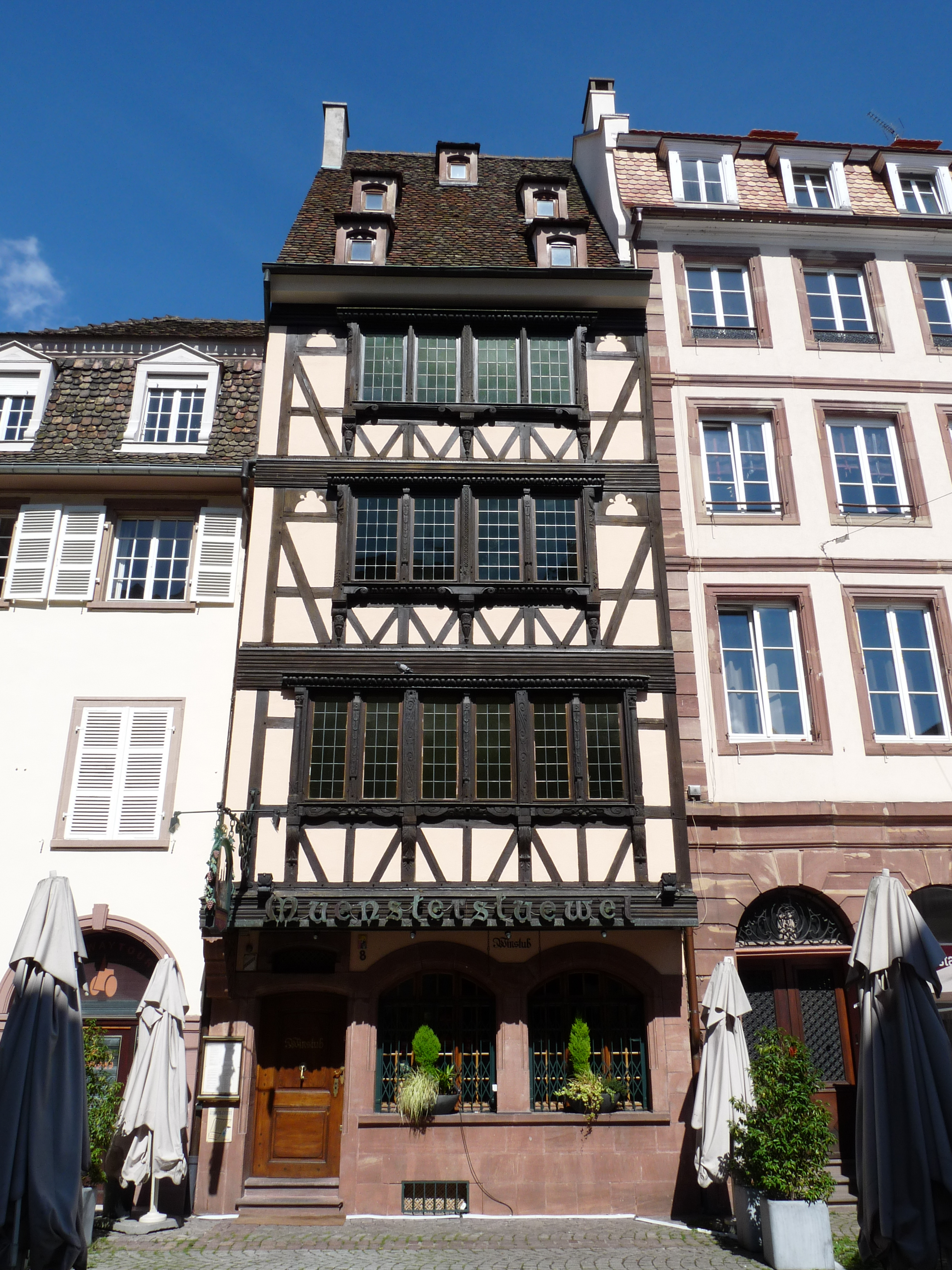
no 8.
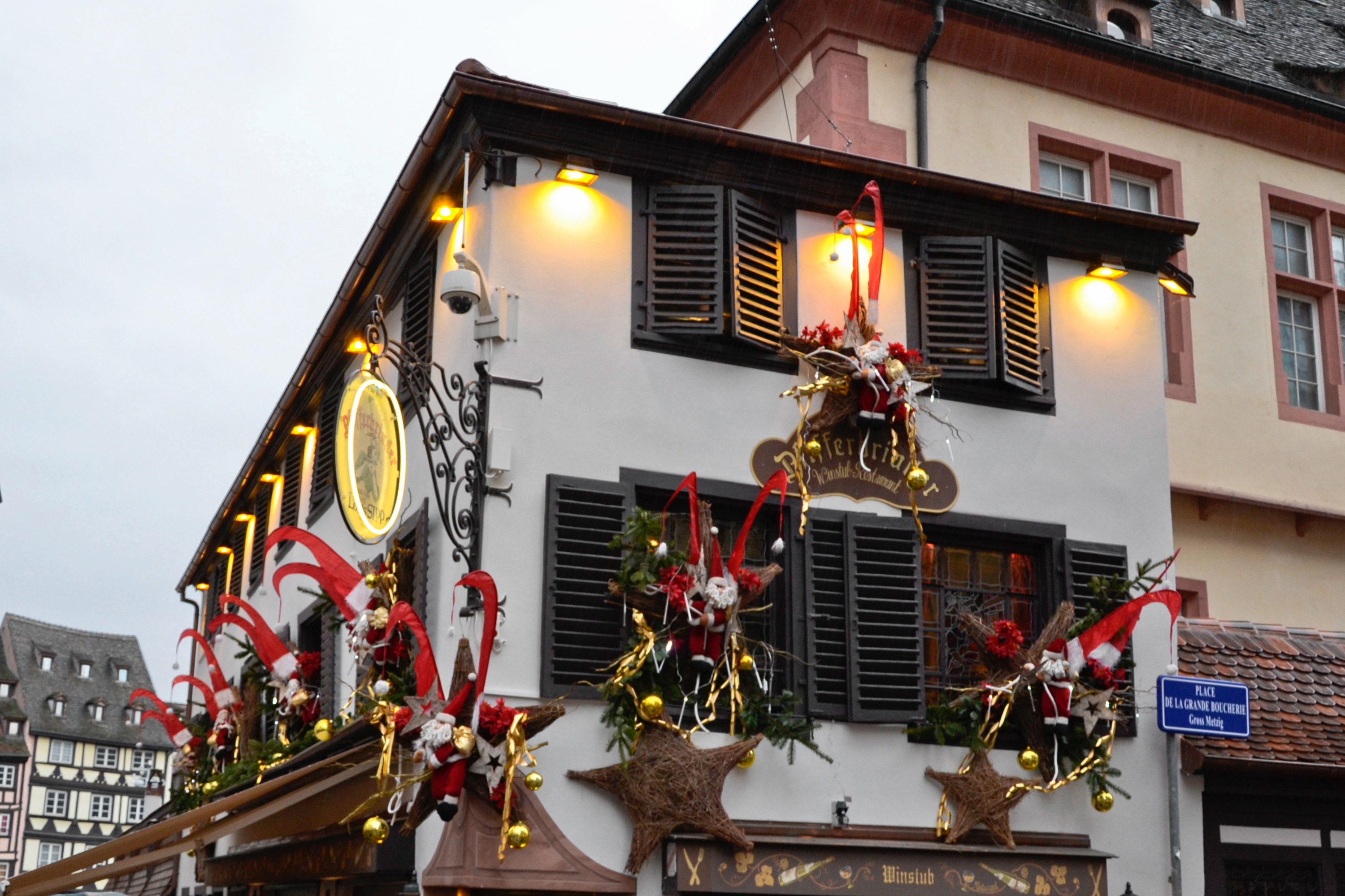
Winstub Pfifferbriader au no 14.

Sur la place se trouve un puits surmonté d'une structure en fer forgé, que plusieurs sources datent du XVIIIe siècle. Il s'agirait d'une réplique de l'un des quatre puits qui se trouvaient sur l'ancienne place d'Armes (place Kléber), que l'on aperçoit notamment sur une gravure de Jean Hans vers 1800. 

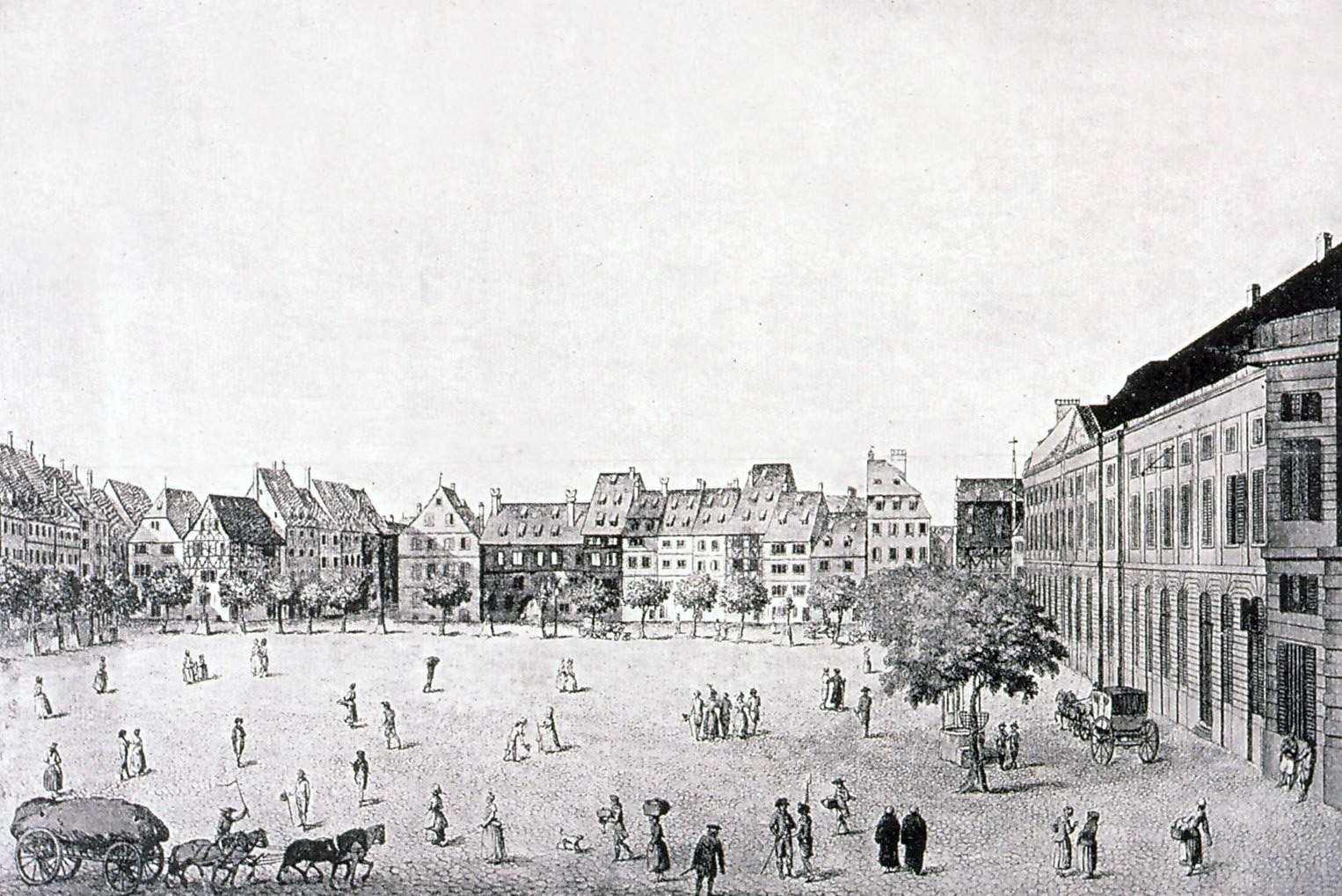
Un puits, à droite, sur l'ancienne place d'Armes (Jean Hans, vers 1800).
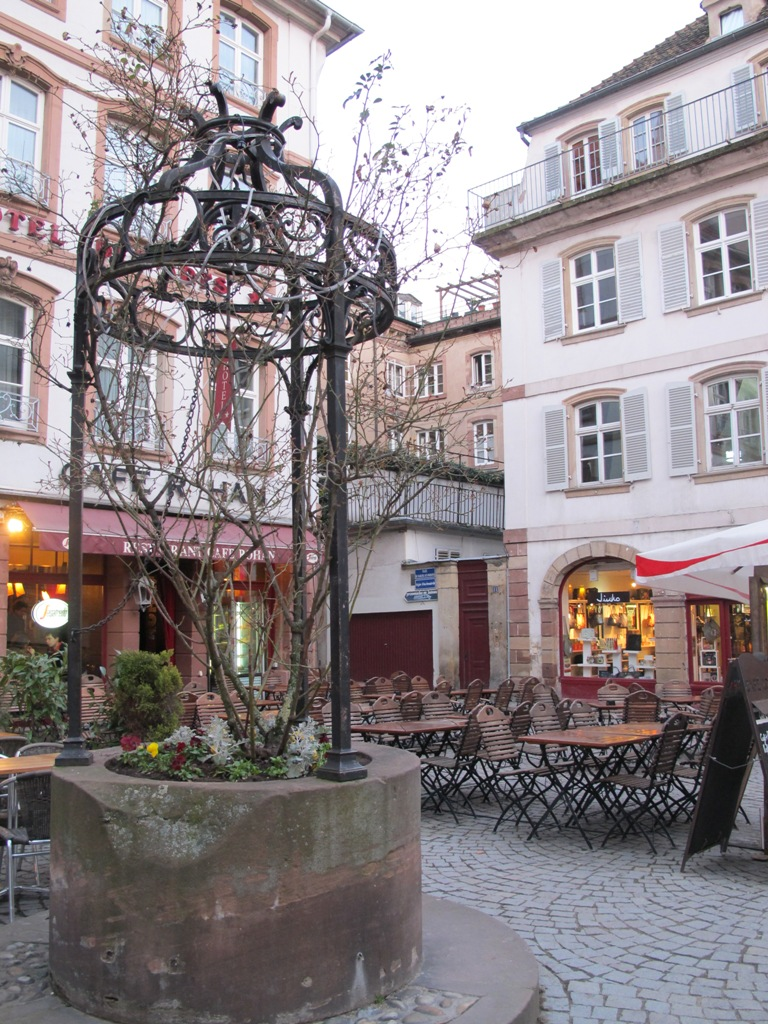
Le puits sur la place.

## Représentations d'artistes
Cette place pittoresque a inspiré de nombreux artistes.

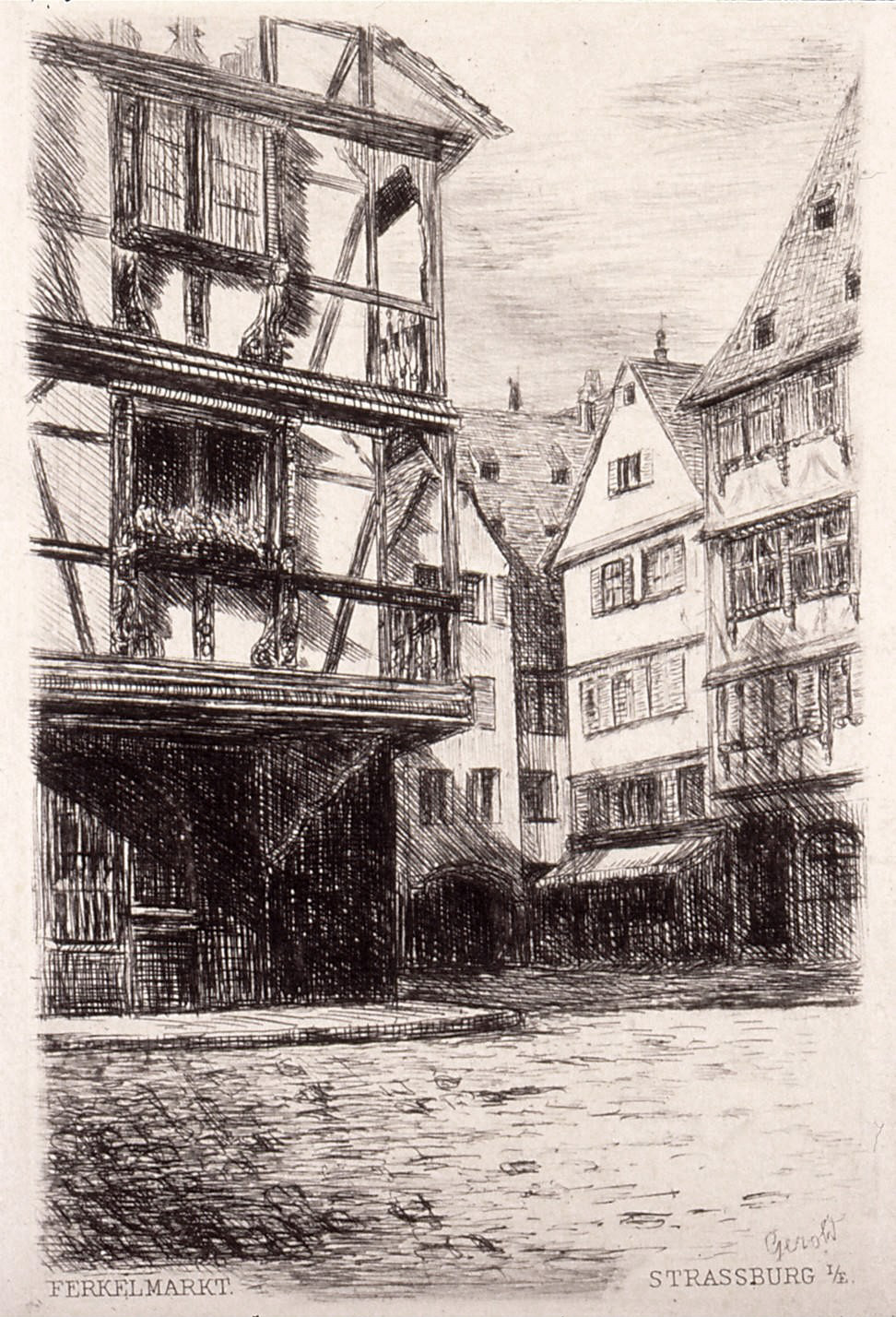
Élise Gérold, 1880.
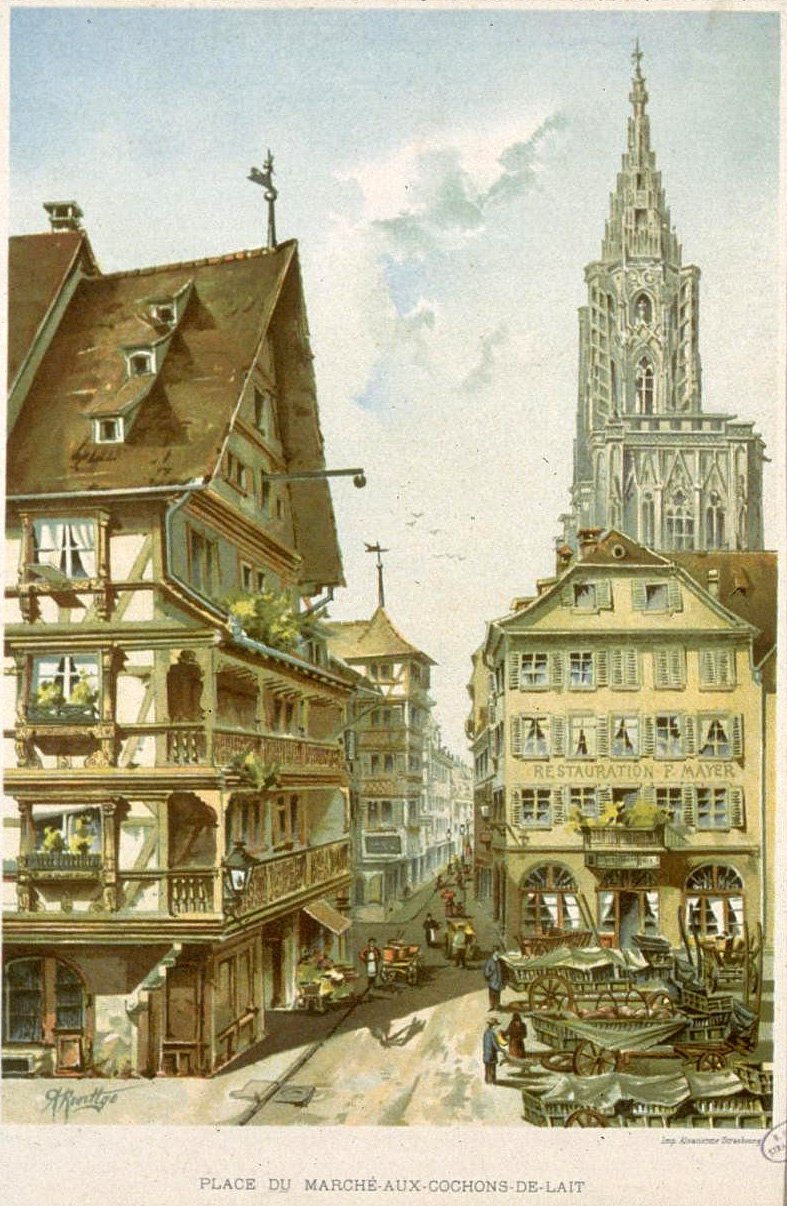
Albert Koerttgé, 1894.
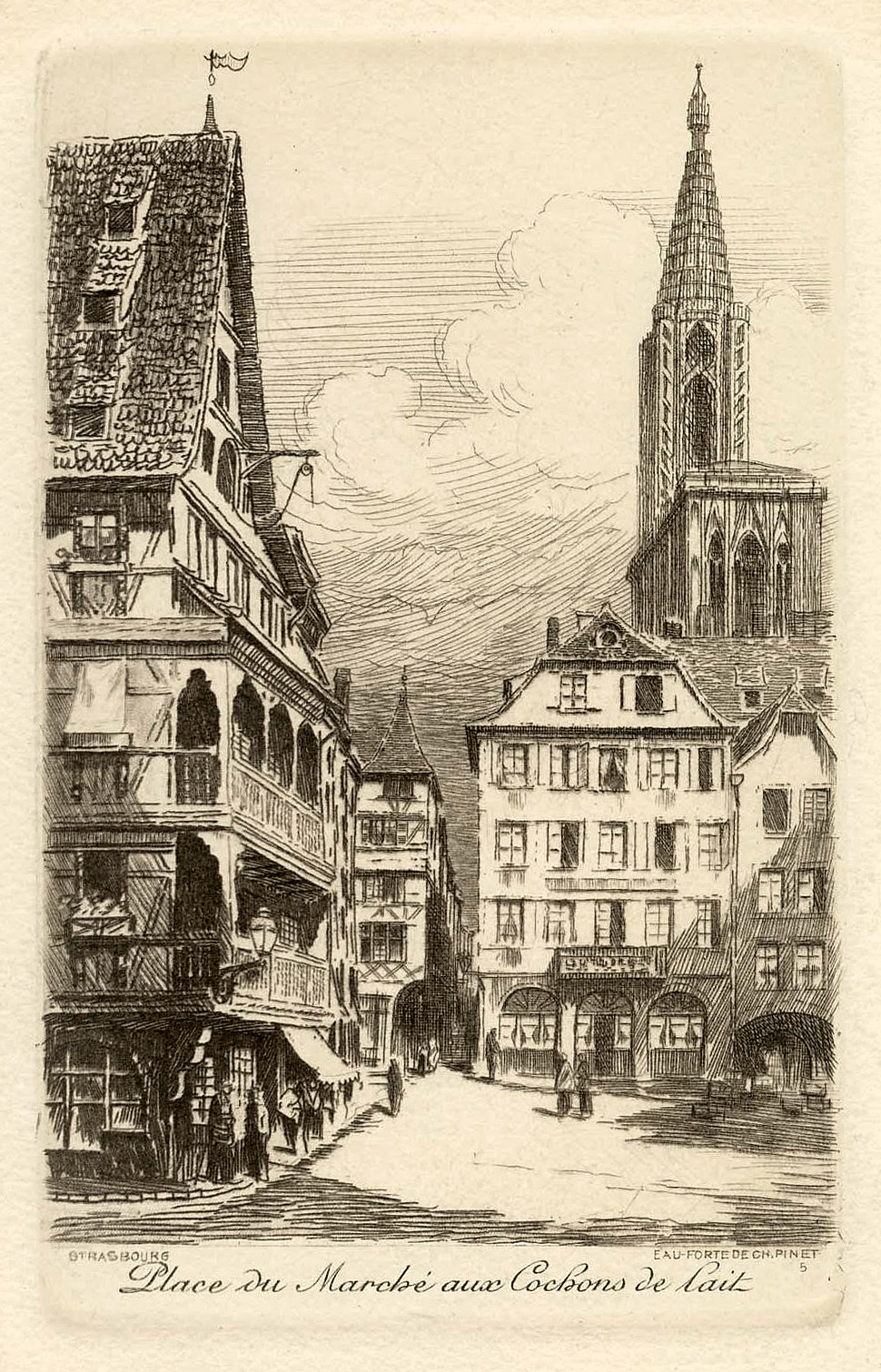
Charles Pinet, 1910.
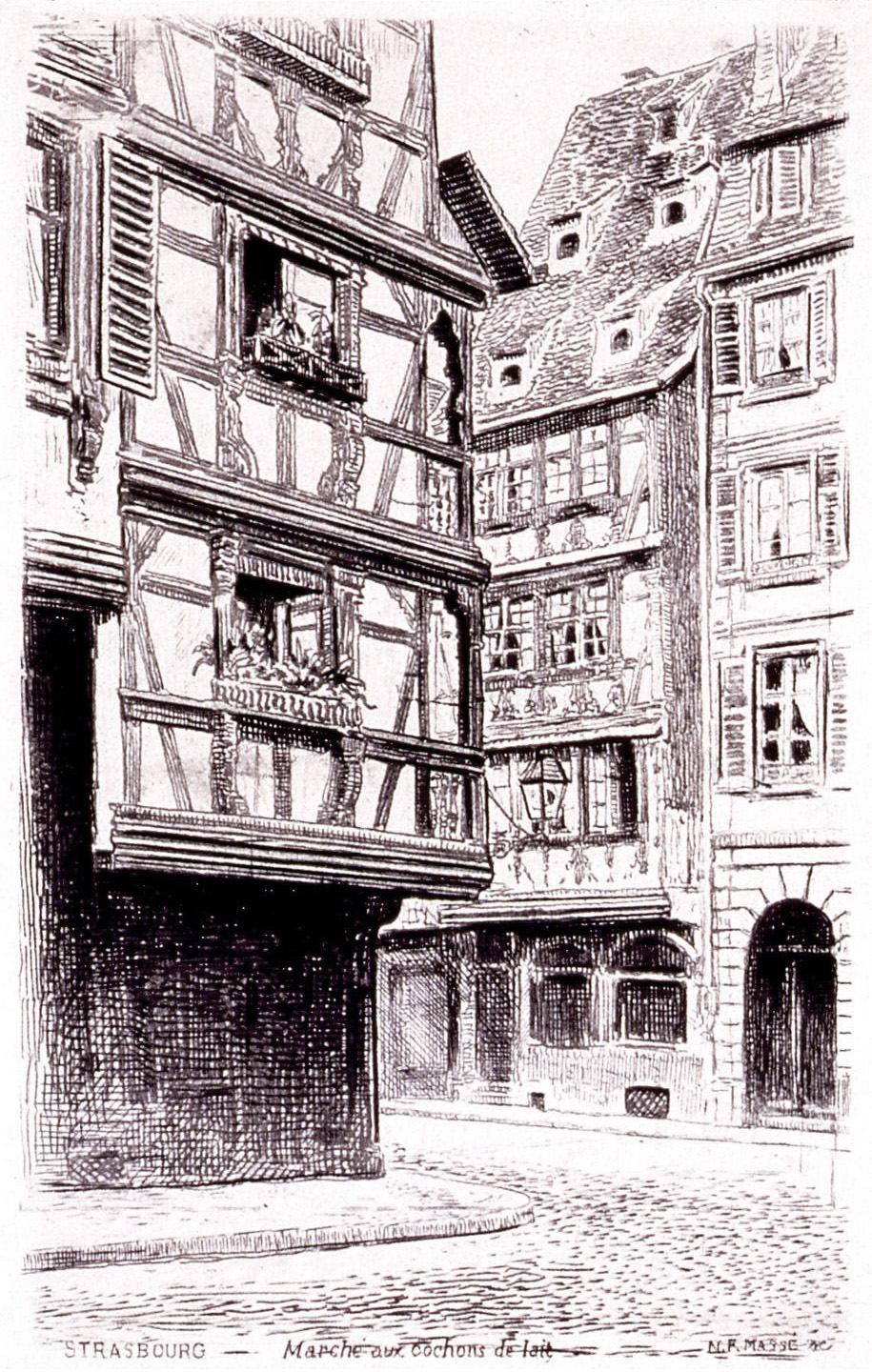
N. F. Massé, 1920.